# Methylone
Methylone is een analogon van MDMA (XTC). Het is ook wel bekend onder de naam explosion of bk-MDMA. De chemische naam is 3,4-methyleendioxymethcathinon.
Methylone is een stimulans. Het creëert gevoelens van euforie en energie vergelijkbaar als dat van MDMA (XTC). Chemisch gezien lijkt het daar ook erg op.
In 2004 werd het verkocht in smartshops in Nederland onder de naam explosion. Methylone valt onder de Geneesmiddelenwet.

## Externe links

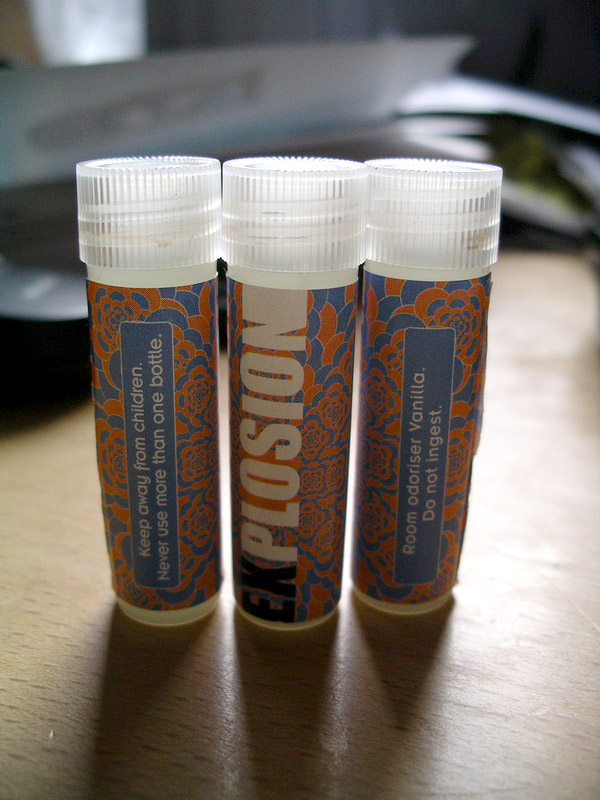
Explosion